# Austrochaperina
Austrochaperina – rodzaj płazów bezogonowych z podrodziny Asterophryinae w rodzinie wąskopyskowatych (Microhylidae).

## Zasięg występowania
Rodzaj obejmuje gatunki występujące w Australii, na Nowej Gwinei i Nowej Brytanii.

## Systematyka

### Etymologia
Austrochaperina: łac. auster, austri „południe”; rodzaj Chaperina Mocquard, 1892.

### Podział systematyczny
Do rodzaju należą następujące gatunki:

- Austrochaperina adamantina Zweifel, 2000
- Austrochaperina adelphe (Zweifel, 1985)
- Austrochaperina alexanderi Günther, Richards & Dahl, 2014
- Austrochaperina aquilonia Zweifel, 2000
- Austrochaperina archboldi Zweifel, 2000
- Austrochaperina basipalmata (Van Kampen, 1906)
- Austrochaperina beehleri Günther & Richards, 2019
- Austrochaperina blumi Zweifel, 2000
- Austrochaperina brachypus Günther & Richards, 2019
- Austrochaperina brevipes (Boulenger, 1897)
- Austrochaperina fryi (Zweifel, 1962)
- Austrochaperina fulva Günther & Richards, 2019
- Austrochaperina gracilipes Fry, 1912
- Austrochaperina hooglandi (Zweifel, 1967)
- Austrochaperina kosarek Zweifel, 2000
- Austrochaperina laurae Günther, Richards & Dahl, 2014
- Austrochaperina macrorhyncha (Van Kampen, 1906)
- Austrochaperina mehelyi (Parker, 1934)
- Austrochaperina minutissima Günther, 2009
- Austrochaperina novaebritanniae Zweifel, 2000
- Austrochaperina palmipes (Zweifel, 1956)
- Austrochaperina parkeri Zweifel, 2000
- Austrochaperina pluvialis (Zweifel, 1965)
- Austrochaperina polysticta (Méhely, 1901)
- Austrochaperina punctata (Van Kampen, 1913)
- Austrochaperina robusta Fry, 1912
- Austrochaperina rudolfarndti Günther, 2017
- Austrochaperina septentrionalis Allison & Kraus, 2003
- Austrochaperina yelaensis Zweifel, 2000